# Український народний театр (Пряшів)
Український Народний Театр — створений у 1945 році в Пряшеві, Словаччина зусиллями Української Народної Ради Пряшівщини. У кінці 1980-х років був перетворений на русинський Театр Олександра Духновича, і у зв'язку з повною зміною формату в україномовних колах вважається, що старий театр припинив існування.

## Історія
Прем'ера театру — п'єса «Ой не ходи, Грицю» — вийшла в березні 1946 р. До 1950-х рр. в репертуарі віддавали перевагу російськомовним творам, але далі обсяг україномовних п'єс дедали зростає.
Першим художнім керівником і режисером театру став Іван Гриць-Дуда, та з залученням до його творчої частини украйнсько-русинської інтелігенції і визначного театрального митця Чехословаччини, українця Юрія Шерегія, який через гоніння та політичні утиски змушений був тільки опікуватися цим театром (постановки та часткова режисура).
З 1961 театр перебував у власному приміщенні. Гастролював по селах і містечках Пряшівщини, іноді за кордоном (Югославія, УРСР).
Найкращі актори: Іван Гриць-Дуда, Йосиф Фельбаба, В. Баволяр, М. Петрункін, В. Чернявський, Ю. Загребельний, Й. Корба, М. Лопата, М. Симко, А. Симко-Клець та ін.
За перших років існування УНТ мав відділ оперети (режисер Юрій Шереґій), який згодом відокремився як Піддуклянський Український Народний Ансамбль. У репертуарі УНТ були українська і російська класика, совєцькі п'єси, західна драматургія, особливо чеська і словацька, а також п'єси місцевих драматургів: В. Гайного, І. Гриця-Дуди, В. Зозуляка і Є. Бісс-Капішовської.
Станом на 180-ті роки у складі УНТ було 26 акторів, частина яких закінчила Київський театральний інститут імені Івана Карпенка-Карого. Диригент і головний режисер з 1970 Й. Фельбаба, мистецький керівник Ю. Дацко, режисери — Я. Сисик та Й. Іванчо.

## Перетворення на «русинський театр»
За ініціативою режисера та керівника театру Василя Турка-Гетеша театр був перейменований на Театр Олександра Духновича, при цьому повністю змінилася його орієнтація з української мови на русинську говірку, тому, хоча новий театр є правонаступником старого і перебуває в приміщенні старого Українського Народного театру, але має мало спільного із старим театром.
Через політичну кон'юнктуру нова театральна трупа відмежувала себе від українського театру й проводить свої постановки як трупа російського класичного театру з вкрапленнями русинської тематики на русинській мові (така тенденція дістала підтримку в політичних кругах Словаччини, які стимулюють розкол українсько-русинського суспільства по лінії українсько русинській та русинсько-москвофільській з метою культурної та національної асиміляції українців-русинів). Наразі серед українців та русинів вважається, що Український Народний Театр припинив свою діяльність й на його місці постали аматорські українські театральні трупи в окремих населених пунктах Пряшівщини, які по-де-коли ставлять свої вистави під час свят на народних фестинах.